# Municipio de Liberty (condado de Beadle)
El municipio de Liberty (en inglés: Liberty Township) es un municipio ubicado en el condado de Beadle en el estado estadounidense de Dakota del Sur. En el año 2010 tenía una población de 79 habitantes y una densidad poblacional de 0,83 personas por km².

## Geografía
El municipio de Liberty se encuentra ubicado en las coordenadas 44°30′2″N 98°1′57″O / 44.50056, -98.03250. Según la Oficina del Censo de los Estados Unidos, el municipio tiene una superficie total de 94.72 km², de la cual 94,72 km² corresponden a tierra firme y (0 %) 0 km² es agua.

## Demografía
Según el censo de 2010, había 79 personas residiendo en el municipio de Liberty. La densidad de población era de 0,83 hab./km². De los 79 habitantes, el municipio de Liberty estaba compuesto por el 100 % blancos. Del total de la población el 0 % eran hispanos o latinos de cualquier raza.